# 10 novembre en sport
10 octobre 10 décembre
Chronologies thématiques
- Croisades
- Ferroviaires
- Disney

Le 10 novembre (314e jour de l'année ou 315e en cas d'année bissextile) en sport.

## Événements

### XIXesiècle
- 1878 :
  - (Baseball) : les San Francisco Athletics sont champions de la Pacific Coast. Ils s'imposent en finale face aux San Francisco Cailfornias devant 8 000 spectateurs.

### XXIesiècle
- 2014 :
  - (Voile) : Loïck Peyron remporte la dixième édition de la Route du Rhum dans la catégorie ultime. Leader depuis le premier jour, le skipper de Banque Populaire VII a franchi la ligne d’arrivée à Pointe-à-Pitre à 00 h10 heure locale après 7 jours, 15 heures, 8 minutes et 32 secondes de course. Il établit un nouveau record de l'épreuve. L’ancien temps-référence était détenu par Lionel Lemonchois depuis 2006 (7 jours, 17 heures, 19 minutes, 6 secondes). Yann Guichard, à la barre du trimaran géant Spindrift 2 prend la deuxième place après 8 jours 5 heures 18 minutes et 46 secondes de navigation.
- 2017 :
  - (Football /Mondial /Barrages des éliminatoires) : 1re journée des barrages de la zone Europe, des barrage Amérique du Nord, Centrale et Caraïbes - Asie, des barrage Amérique du Sud - Océanie et des barrage Océanie - Amérique du Sud de la Coupe du monde de football de 2018. Sur la zone Afrique, le Sénégal se qualifie pour le tournoi final.
- 2019 :
  - (Tennis) 
    - (Fed Cup) : à Perth, en Australie, grâce à la victoire lors du double décisif de la paire Caroline Garcia-Kristina Mladenovic, la France décroche la troisième Fed Cup de son histoire (6-4, 6-3)[1].
    - (Masters ) : à Londres, au Royaume-Uni, début de la 50e édition des Masters de tennis masculin qui réunient les huit meilleurs joueurs disponibles de la Saison 2019 de l'ATP en simple comme en double[2].
- 2023 :
  - (Football /Mondial des moins de 17 ans) : début de la 19e édition de la Coupe du monde de football des moins de 17 ans qui se déroule en Indonésie jusqu'au 2 décembre 2023[3].

## Naissances

### XIXesiècle
- 1865 : 
  - Étienne Giraud, pilote de courses automobile, aviateur et sportif éclectique français. († 6 novembre 1920).
- 1868 : 
  - Gichin Funakoshi, karatéka japonais. Fondateur du karaté Shotokan.  († 26 avril 1957).
- 1894 : 
  - Charles Mantelet, cycliste sur route français. Vainqueur de Paris-Tours 1918. († 2 mai 1955).
- 1896 : 
  - Jimmy Dykes, joueur de baseball puis dirigeant américain. († 15 juin 1976).

### XXesièclede1901à1950
- 1910 : 
  - Raoul Diagne, footballeur puis entraîneur français. (18 sélections en équipe de France). Sélectionneur de l'équipe du Sénégal de 1960 à 1962. († 12 novembre 2002).
- 1912 : 
  - Birdie Tebbetts, joueur de baseball puis dirigeant américain. († 24 mars 1999).
- 1914 : 
  - Edmund Conen, footballeur puis entraîneur allemand. (28 sélections en équipe nationale).  († 5 mars 1990).
- 1923 :
  - Óscar González, pilote de courses automobile uruguayen. († 5 novembre 2006).
- 1933 : 
  - Don Clarke, joueur de rugby à XV néo-zélandais. (31 sélections en équipe nationale). († 29 décembre 2002).
- 1934 :
  - Lucien Bianchi, pilote de F1 et de courses automobile d'endurance italien puis belge. Vainqueur des 24 Heures du Mans 1968. († 30 mars 1969).
- 1938 : 
  - Jannie Engelbrecht, joueur de rugby XV sud-africain. (33 sélections en équipe nationale).
- 1939 :
  - Allan Moffat, pilote de courses automobile australo-canadien.
- 1948 : 
  - Jacques Panciatici, pilote de rallyes automobile français. († 1er décembre 2024).
- 1949 : 
  - Mustafa Denizli, footballeur puis entraîneur turc. (33 sélections en équipe nationale). Sélectionneur de l'équipe de Turquie en 1987 et de 1996 à 2000.

### XXesièclede1951à2000
- 1953 :
  - Larry Parrish, joueur de baseball puis dirigeant sportif américain.
- 1955 :
  - Jack Clark, joueur de baseball puis consultant TV américain.
  - Bruno Peyron, navigateur français. Vainqueur de la Transat en double 1989, des Trophée Jules-Verne 1993, 2002 et 2005. Détenteur du Record de la traversée de l'Atlantique Nord à la voile en solitaire 1987 et 1992.
- 1960 :
  - Jean Maurel, navigateur français. Vainqueur de la Twostar 1990. († 3 juin 2012).
- 1963 :
  - Sophie Amiach, joueuse de tennis française.
  - Mike McCarthy, entraîneur de foot U.S. américain.
  - Mike Powell, athlète de sauts américain. Médaillé d'argent de la longueur aux Jeux de Séoul 1988 et aux Jeux de Barcelone 1992. Champion du monde d'athlétisme de la longueur 1991 et 1993. Détenteur du Record du monde du Saut en longueur depuis le 30 août 1991.
- 1964 :
  - Kenny Rogers, joueur de baseball américain.
- 1965 :
  - Eddie Irvine, pilote de F1 et de courses d'endurance nord-irlandais. (4 victoires en Grand Prix).
  - Robert Jones, joueur de rugby à XV gallois. (54 sélections en équipe nationale).
- 1966 :
  - Sergueï Sergueïev, joueur de rugby à XV soviétique puis russe. (26 sélections en équipe nationale).
- 1969 :
  - Faustino Asprilla, footballeur colombien. Vainqueur de la Coupe d'Europe des vainqueurs de coupe 1993 puis des Coupe UEFA 1995 et 1999. (57 sélections en équipe nationale).
  - Jens Lehmann, footballeur allemand. Vainqueur de la Coupe UEFA 1997. (61 sélections en équipe nationale).
  - Nicola Minali, cycliste sur route italien. Vainqueur des Paris-Tours 1995 et 1996.
- 1970 :
  - Freddy Loix, pilote de rallye belge.
  - Sergueï Ovtchinnikov,  footballeur puis entraîneur russe. (35 sélections en équipe nationale).
- 1972 :
  - Dominique Daquin, volleyeur français. (267 sélections en équipe de France).
  - Shawn Green, joueur de baseball américain.
  - Isaac Bruce, joueur de foot U.S. américain.
- 1973 :
  - Patrik Berger, footballeur tchécoslovaque puis tchèque. Vainqueur de la Coupe UEFA 2001. (2 sélections avec l'équipe de Tchécoslovaquie et 42 avec l'équipe de République tchèque).
  - Marco Rodríguez, arbitre de football mexicain.
- 1975 :
  - Markko Märtin, pilote de rallye estonien. (5 victoires en rallye)
- 1978 :
  - Nadine Angerer, footballeuse allemande. Médaillée de bronze aux Jeux de Sydney 2000, aux Jeux d'Athènes 2004 et aux Jeux de Pékin 2008. Championne du monde de football 2003 et 2007. Championne d'Europe de football 1997, 2001, 2005, 2009 et 2013. Victorieuse de la Coupe de l'UEFA 2005. (124 sélections en équipe nationale).
  - Peter Larsson, skieur de fond suédois.
- 1979 :
  - Anthony Réveillère, footballeur français. (20 sélections en équipe de France).
  - Kelly Santos, basketteuse brésilienne.
  - Orlando Terranova, pilote de rallye-raid et de motocross argentin.
  - Ragnvald Soma, footballeur norvégien. (5 sélections en équipe nationale).
- 1980 :
  - Troy Bell, basketteur américain.
  - Donté Stallworth, joueur de foot U.S. américain.
  - Paul Kipsiele Koech, athlète de steeple kényan. médaillé de bronze du 3 000 m steeple aux Jeux d'Athènes 2004. Champion d'Afrique d'athlétisme du 3 000 m steeple 2006.
- 1981 :
  - Miroslav Slepička, footballeur tchèque. (2 sélections en équipe nationale).
- 1982 :
  - Sandrine Martinet-Aurières, judokate handisport française. Médaillée d'argent des -52 kg aux Jeux d'Athènes 2004 et aux Jeux de Pékin 2008 puis championne olympique aux Jeux de Rio 2016.
  - Matt Pagnozzi, joueur de baseball américain.
- 1983 :
  - Brian Dinkelman, joueur de baseball américain.
  - Ole Christen Enger, sauteur à ski norvégien.
- 1984 :
  - Thierry Hupond, cycliste sur route français.
  - Ludovic Obraniak, footballeur franco-polonais. (34 sélections avec l'équipe de Pologne).
  - Kendrick Perkins, basketteur américain.
  - Alexandre Teixeira, joueur de futsal français.
- 1985 :
  - Aleksandar Kolarov, footballeur serbe. (77 sélections en équipe nationale).
- 1986 :
  - Ilías Iliádis, judoka grec. Champion olympique des -81 kg aux Jeux d'Athènes 2004 puis médaillé de bronze des -90 kg aux Jeux de Londres 2012. Champion du monde de judo des -90 kg 2010, 2011 et 2014. Champion d'Europe de judo des -81 kg 2004 puis champion d'Europe de judo des -90 kg 2011.
  - Samuel Wanjiru, athlète de fond kényan. Champion olympique du marathon aux Jeux de Pékin 2008. Vainqueur du Marathon de Londres 2009 et des Marathon de Chicago 2009 et 2010. († 15 mai 2011).
- 1987 :
  - D. J. Augustin, basketteur américain.
- 1988 :
  - Laura Russell, joueuse de rugby à XV canadienne. (35 sélections en équipe nationale).
  - Daniel Teklehaimanot, cycliste sur route érythréen. Champion d'Afrique de cyclisme sur route de la course en ligne, du contre la montre et par équipes 2010, champion d'Afrique de cyclisme sur route du contre la montre et par équipes 2011, 2012 et 2013 puis champion d'Afrique de cyclisme sur route par équipes 2015.
- 1989 :
  - Brendon Hartley, pilote de course automobile d'endurance néo-zélandais. Champion du monde d'endurance FIA 2015 et 2017. Vainqueur des 24 Heures du Mans 2017.
  - Nikita Klioukine, hockeyeur sur glace russe. († 7 septembre 2011).
  - Parfait Mandanda, footballeur franco-congolais. (17 sélections avec l'équipe de la République démocratique du Congo).
  - Matt Magill, joueur de baseball américain.
  - Adrian Nikçi, footballeur hevético-kosovar.
  - Jacob Pullen, basketteur américano-géorgien.
  - Scott Suggs, basketteur américain.
  - Sarah Wells, athlète de haies canadienne.
- 1990 :
  - Mireia Belmonte, nageuse espagnole. Médaillée d'argent du 800 m nage libre et du 200 m papillon aux Jeux de Londres 2012 puis championne olympique du 200 m papillon et médaillée de bronze du 400 m 4 nages aux Jeux de Rio 2016. Championne du monde de natation du 200 m papillon 2017. Championne d'Europe de natation du 200 m 4 nages 2008, championne d'Europe de natation du 1 500 m 2012 puis championne d'Europe de natation du 1 500 m et du 200 m papillon 2014.
  - Vanessa Ferrari, gymnaste italienne. Championne du monde de gymnastique du concours général 2006. Championne d'Europe de gymnastique du concours général par équipes de 2006 et championne d'Europe de gymnastique du concours général par équipes et du sol 2007.
  - Kristina Vogel, cycliste sur piste allemande. Championne olympique de la vitesse par équipes aux Jeux de Londres 2012 puis en individuelle et médaillée de bronze par équipes aux Jeux de Rio 2016. Championne du monde de cyclisme sur piste de la vitesse par équipes 2012, 2013 et 2018, championne du monde de cyclisme sur piste du keirin, de la vitesse individuelle et par équipes 2014, championne du monde de cyclisme sur piste de la vitesse individuelle 2015, championne du monde de cyclisme sur piste du keirin 2016, championne du monde de cyclisme sur piste du keirin et de la vitesse individuelle 2017 puis championne du monde de cyclisme sur piste de la vitesse individuelle et par équipes 2018.
- 1991 :
  - Sabri Alliche, judoka français.
  - Tony Snell, basketteur américain.
- 1992 :
  - Teddy Bridgewater, joueur de foot U.S américain.
  - Maéva Clemaron, footballeuse française. (6 sélections en équipe de France).
  - Dimitri Petratos, footballeur australien. (3 sélections en équipe nationale).
  - Rafał Wolski, footballeur polonais. (7 sélections en équipe nationale).
  - Wilfried Zaha, footballeur anglo-ivoirien. (2 sélections avec l'Angleterre et 30 avec celle de Côte d'Ivoire).
- 1993 :
  - Céline Boutier, golfeuse française. Victorieuse du The Evian Championship 2023.
- 1994 :
  - Takuma Asano, footballeur japonais. (53 sélections en équipe nationale).
  - Kaan Ayhan, footballeur germano-turc. (68 sélections en avec l'équipe de Turquie).
  - Andre De Grasse, athlète de sprint canadien. Médaillé d'argent du 200 m, de bronze du 100 m et du relais 4 × 100 m aux Jeux de Rio 2016 puis champion olympique du 200m, médaillé d'argent du relais 4 × 100m et de bronze du 100m aux Jeux de Tokyo 2020 puis champion olympique du relais 4 × 100m aux Jeux de Paris 2024. Champion du monde d'athlétisme du relais 4 × 100 2022.
  - Fantine Lesaffre, nageuse française. Championne d'Europe de natation du 400 m quatre nages 2018.
  - Jon Rahm, golfeur espagnol. Vainqueur de l'US Open 2021 et du Masters 2023.
- 1995 :
  - Stéphane Lambese, footballeur franco-haïtien. (19 sélections avec l'équipe d'Haïti).
  - Lucile Lefevre, snowboardeuse française.
- 1996 :
  - Marie-Jade Lauriault, patineuse artistique de danse sur glace française.
- 1997 :
  - Mários Georgíou, gymnaste chypriote. Champion d'Europe de gymnastique de la barre fixe 2022 et du concours général 2024.
- 1999 :
  - Armand Duplantis, athlète de saut américano-suédois. Champion olympique de la perche aux Jeux de Tokyo 2020 et aux Jeux de Paris 2024. Champion du monde d'athlétisme de la perche 2022 et 2023. Champion d'Europe d'athlétisme de la perche 2018, 2022 et 2024. Détenteur du Record du monde du saut à la perche depuis le 8 février 2020.
  - João Félix, footballeur portugais. Vainqueur de la Ligue des nations 2019 et 2025 ainsi que de la Ligue Conférence 2025. (45 sélections en équipe nationale).
- 2000 : 
  - Rasmus Carstensen, footballeur danois.

### XXIesiècle
- 2002 : 
  - Eduardo Camavinga, footballeur franco-congolo-angolais. Vainqueur des ligues des champions 2022 et 2024. (26 sélections avec l'équipe de France).
  - Ewen Costiou, cycliste sur route français.
- 2003 : 
  - Aske Adelgaard, footballeur danois.
- 2004 : 
  - Kanta Doi, footballeur japonais.
- 2005 : 
  - Sigge Jansson, footballeur suédois.

## Décès

### XIXesiècle
- 1899 :
  - James Kirkpatrick, 58 ans, footballeur écossais. (° 22 mars 1841).

### XXesièclede1901à1950
- 1915 : 
  - Dicky Lockwood, 47 ans, joueur de rugby à XV et de rugby à XIII anglais. (14 sélections en équipe nationale de rugby à XV). (° 11 novembre 1867).
  - James Spensley, 48 ans, footballeur puis entraîneur et arbitre anglais. (° 17 mai 1867).
- 1938 : 
  - Chris Fridfinnson, 40 ans, hockeyeur sur glace canadien. Champion olympique aux Jeux d'Anvers 1920. (° 14 juin 1898).
- 1946 : 
  - Louis Zutter, 80 ans, gymnaste suisse. Champion olympique du cheval d'arçon et médaillé d'argent des barres parallèles et du saut de cheval aux Jeux d'Athènes 1996. (° 2 décembre 1865).

### XXesièclede1951à2000
- 1958 :
  - Charles Poulenard, 73 ans, athlète de sprint français. Médaillé d'argent du 400m aux Jeux de Stockholm 1912. (° 30 mars 1885).
- 1962 :
  - Julius Lenhart, 86 ans, gymnaste autrichien. Champion olympique du concours général individuel et par équipes puis médaillé d'argent du combiné 3 épreuves aux Jeux de Saint-Louis 1904. (° 27 novembre 1875).
- 1965 : 
  - Aldo Nadi, 66 ans, fleurettiste, épéiste et sabreur italien. Champion olympique par équipes du fleuret, de l'épée et du sabre puis médaillé d'argent en individuel du sabre aux Jeux d'Anvers 1920. (° 29 avril 1899).
- 1968 : 
  - Santos Iriarte, 66 ans, footballeur uruguayen. Champion du monde de football 1930. (5 sélections en équipe nationale). (° 2 novembre 1902).
- 1986 : 
  - King Clancy, 83 ans, hockeyeur sur glace puis entraîneur et arbitre canadien. (° 25 février 1903).
- 1998 : 
  - Hal Newhouser, 77 ans, joueur de baseball américain. (° 20 mai 1921).

### XXIesiècle
- 2009 : 
  - Robert Enke, 32 ans, footballeur allemand. (8 sélections en équipe nationale). (° 24 août 1977).
  - Timoteï Potisek, 25 ans, pilote de moto-cross et d'enduro français. (° 26 décembre 1983).
- 2012 : 
  - Eric Day, 91 ans, footballeur anglais. (° 6 novembre 1921).
- 2020 :
  - Tom Heinsohn, 86 ans, basketteur puis entraîneur américain. (° 26 août 1934).